# Девушка с обложки (фильм, 1944)
«Девушка с обложки» (англ. Cover Girl) — американский музыкальный фильм-комедия 1944 года, снятый популярным режиссёром военных лет Чарльзом Видором, с Ритой Хейворт и Джином Келли в главных ролях.
Это первый цветной фильм производства киностудии «Коламбия Пикчерз» (снятый по системе «Техниколор»), рассказывающий историю танцовщицы кабаре, у которой появился шанс стать высокооплачиваемой моделью, девушкой с обложки престижного журнала мод.
В фильме, нацеленном в первую очередь на подачу Риты Хейворт как звезды экрана, были представлены восемь танцевальных номеров в исполнении актрисы, песни, написанные Джеромом Керном (музыка) и Айрой Гершвином (стихи), включая ставшую популярной песню Long Ago (and Far Away), а также модные костюмы своего времени и шикарные платья конца XIX века.
Фильм получил премию «Оскар» в 1944 году как лучший музыкальный фильм.

## Сюжет
Танцовщице и певице кабаре из Бруклина, рыжеволосой Расти (Рита Хейворт) выпал шанс стать фотомоделью, когда она была выбрана редактором Джоном Кудэром (Отто Крюгер) для фотографии в свадебном платье для обложки юбилейного номера модного журнала.
Редактор был поражён сходством девушки с его бывшей возлюбленной, танцовщицей Марибель Хикс, которая бросила молодого богача ради любимого бедного пианиста. Марибель, как оказалось, была бабушкой Расти, и Джон решил вывести её в свет, а друг Джона — Уитон приглашает её на главные роли в свой театр на Бродвее. Менеджер клуба Дэнни Макгвайр (Джин Келли), где работала Расти, был очень влюблён в неё, и когда она ушла, он и их друг Гений (Фил Сильверс) закрыли клуб, и начали ездить с концертами по армии. Уитон (Ли Боумэн) сделал Расти предложение, на которое она согласилась. Во время свадебной церемонии, увидев жемчужину из ресторанчика, Расти решает сбежать к своему возлюбленному Дэнни, как и её бабушка сбежала от Джона Кудэра к пианисту.

## В ролях
- Рита Хейворт — Расти Паркер / Марибель Хикс
- Джин Келли — Дэнни Макгвайр
- Фил Сильверс — Гений
- Отто Крюгер — Джон Кудэр
- Ив Арден — Корнелия Джексон
- Ли Боумэн — Ноель Уитан
- Лесли Брукс — Морин Мартин
- Джесс Баркер — молодой Джон Кудэр
- Эдвард Брофи — Джо
- Курт Боа
- Дасти Андерсон
- Констанс Уорт — секретарь (в титрах не указана)

Камео:
- Jinx Falkenburg
- Anita Colby
- просит автограф Шелли Уинтерс.

## Производство
Коламбия Пикчерз дала Джину Келли почти полный контроль над созданием этого фильма, долгий успех которого во многом обязан идеям танцора. Келли заставил убрать несколько стен в павильоне звукозаписи, чтобы он, Хейворт и Сильверс смогли протанцевать по всей улице за один проход. В сцене «Танец с Альтер эго» (англ. Alter-Ego Dance), который он исполняет с собственным отражением, Келли применил комбинированные съёмки, а наложение использовал таким образом, чтобы придать своему двойнику видимость призрака. Эту сцену, занявшую всего несколько минут экранного времени, Джин Келли и оператор картины отрабатывали в течение месяца.
Вокальные партии Риты Хейворт были исполнены Мартой Меарз.
По сообщениям Коламбии Пикчерз, фильм был первым цветным для киностудии, потому что руководитель студии Гарри Кон хотел продемонстрировать его красоту и богатство и, в частности рыжие волосы Хейворт.